# 女神サーチ
女神サーチ（ヴィーナスサーチ）は、TBS（関東ローカル）にて2009年4月17日（16日深夜）～2010年3月26日（25日深夜む）まで、金曜未明0:34 - 1:29（木曜深夜、JST）に放送した情報番組。

## 番組の概要
- 初回は生放送だったが、2回目からはいわゆる「撮って出し」。そのため、番組冒頭で「生放送っぽく」と字幕が出ている。赤坂サカスに新設された「スタジオサカス」で収録されており、『サカスさん』が夕方17時台に放送されていたときは同番組の生放送終了後に、すぐさまセットチェンジや収録に向けてのリハーサルが行われていた。番組初期には男性タレントが主にゲスト出演していたが、やがて女性タレントが出る機会が増えていった。
  - 2009年10月以降は、「スタジオサカス」が『イブニングワイド』専用となった関係で、TBS放送センター内のスタジオで収録されており、何度か生放送が実施されたこともある。
- 『オビラジR』同様、改編期などに特別番組を組んで1〜2週間休止することがあった。一例として、2009年の夏季は特番や世界陸上・ベルリンを放送したため、『女神サーチ』は休止となり、同年8月27日から放送が再開された[1]。
- 2009年9月25日（24日深夜）放送分までは、放送時間が5分早い金曜未明0:29 - 1:24（木曜深夜、JST）だった。
- 「スタジオサカス」は『女神サーチ』『イブニングワイド』の終了とともに2010年3月末で稼動終了。5月上旬に撤去された。

## 主なコーナー
すでに終了したコーナーも含む
知ってる!?今旬キーワード
メガ旬・女神イチオシ
- 以上の2コーナーは出演者がレポートすることもある。

ヴィーナスサイコロジー
- 心理テストコーナー

女神のご褒美
- 「1週間頑張った自分にご褒美を」というコンセプトで、普段の食事より一段上（と感じさせるような）のグルメを紹介する。番組出演者が2人1組でレポートするが、食べられるのは「運命のカード選択」で勝者となった1人だけ。敗者となったもう1人はカメラつき携帯電話で撮影するか、勝者が食べる様子を見ているだけとなる。

美美ヴィーナス
週末情報・女神セレクション

## 出演者
- 出水麻衣（司会、TBSアナウンサー）
- 伊藤千晃（AAA）
- エリーローズ
- 小森純
- 近藤しづか
- 月本えり
- 手島優
- 舞川あいく
- 三浦葵

## スタッフ
- 演出：平賀渉
- 製作著作：TBS